# Condado de Garfield (Utah)

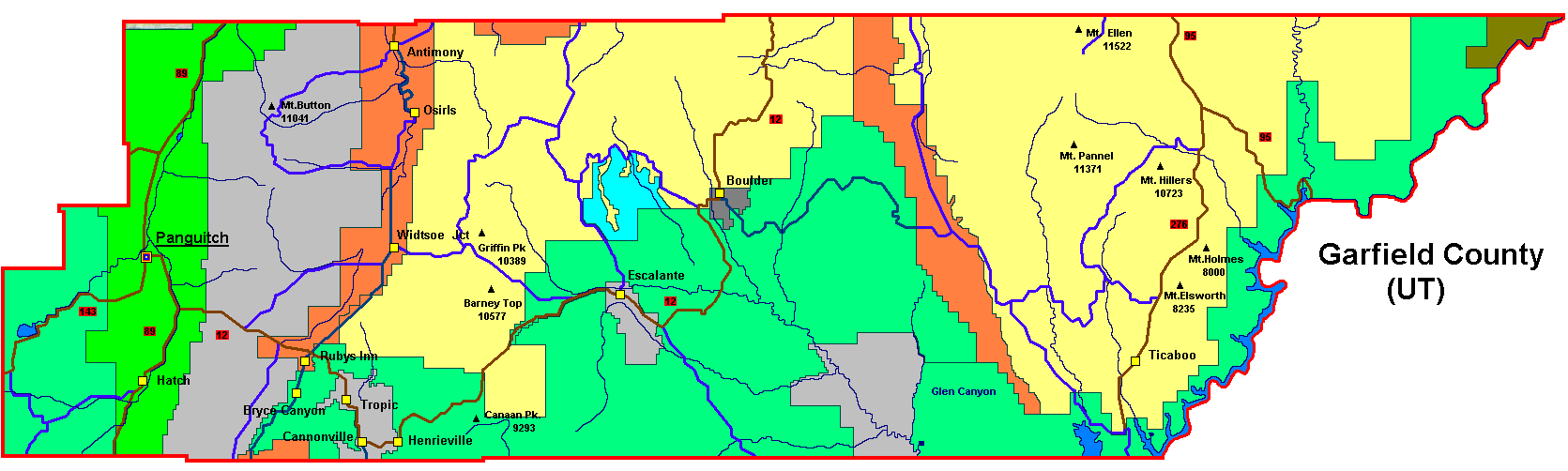
Detalle del condado de Garfield.

El condado de Garfield es un condado del estado de Utah, Estados Unidos. En el año 2000 la población era de 4.735 habitantes. Se estima que en 2005 había bajado hasta los 4.470 habitantes. Recibe el nombre de James A. Garfield, presidente de los Estados Unidos en 1892. Su capital y mayor ciudad es Panguitch.

## Geografía
Según la oficina del censo de Estados Unidos, el condado tiene una superficie total de 13.489 km². De los cuales 13.401 km² son tierra y 88 km² (0.65%) está cubierto de agua. El río Colorado, que pasa por un profundo desfiladero, forma la frontera Este. En el Oeste, las rocas de los cañones dan paso al estéril desierto de San Rafael. Más allá, la variedad de montañas, mesetas y cañones hacen mejor el terreno.

### Condados adyacentes
- Condado de Wayne (Utah) - (Norte)
- Condado de San Juan (Utah) - (Este)
- Condado de Kane (Utah) - (Sur)
- Condado de Iron (Utah) - (Oeste)
- Condado de Beaver (Utah) - (Noroeste)
- Condado de Piute (Utah) - (Noroeste)

## Demografía
Según el censo de 2000, había 4.735 habitantes, 1.576 casas y 1.199 familias residían en el condado. La densidad de población era 0 habitantes/km². Había 2.767 unidades de alojamiento con una densidad media de 0 unidades/km².
La máscara racial del condado era 94,95% blanco, 0,17% negro o afro-estadounidense, 1,84% indio americano, 0,40% asiático, 0,04% de las islas del Pacífico, 1,12% de otras razas y 1,48% de dos o más razas. Los hispanos o latinos de cualquier raza eran el 2,87% de la población.
Había 1.576 casas, de las cuales el 38,40% tenía niños menores de 18 años, el 66,40% eran matrimonios, el 6,80% tenía un cabeza de familia femenino sin marido, y el 23,90% no son familia. El 20,50% de todas las casas tenían un único residente y el 10,10% tenía sólo residentes mayores de 65 años. El promedio de habitantes por hogar era de 2,92 y el tamaño medio de familia era de 3,43.
El 32,60% de los residentes es menor de 18 años, el 7,80% tiene edades entre los 18 y 24 años, el 23,10% entre los 25 y 44, el 22,40% entre los 45 y 64, y el 14,10% tiene 65 años o más. La media de edad es 34 años. Por cada 100 mujeres había 104,60 hombres. Por cada 100 mujeres de 18 años o más, había 102,20 hombres.
El ingreso medio por casa en el condado era de 35.180$, y el ingreso medio para una familia era de 40.192$. Los hombres tenían un ingreso medio de 30.239$ contra 20.408$ de las mujeres. Los ingresos per cápita para el condado eran de 13.439$. Aproximadamente el 6,10% de las familias y el 8,10% de la población está por debajo del nivel de pobreza, incluyendo el 8,80% de menores de 18 años y el 10,40% de mayores de 65.

## Localidades
- Antimony
- Boulder
- Cannonville
- Escalante
- Hatch
- Henrieville
- Panguitch
- Tropic

## Galería de imágenes

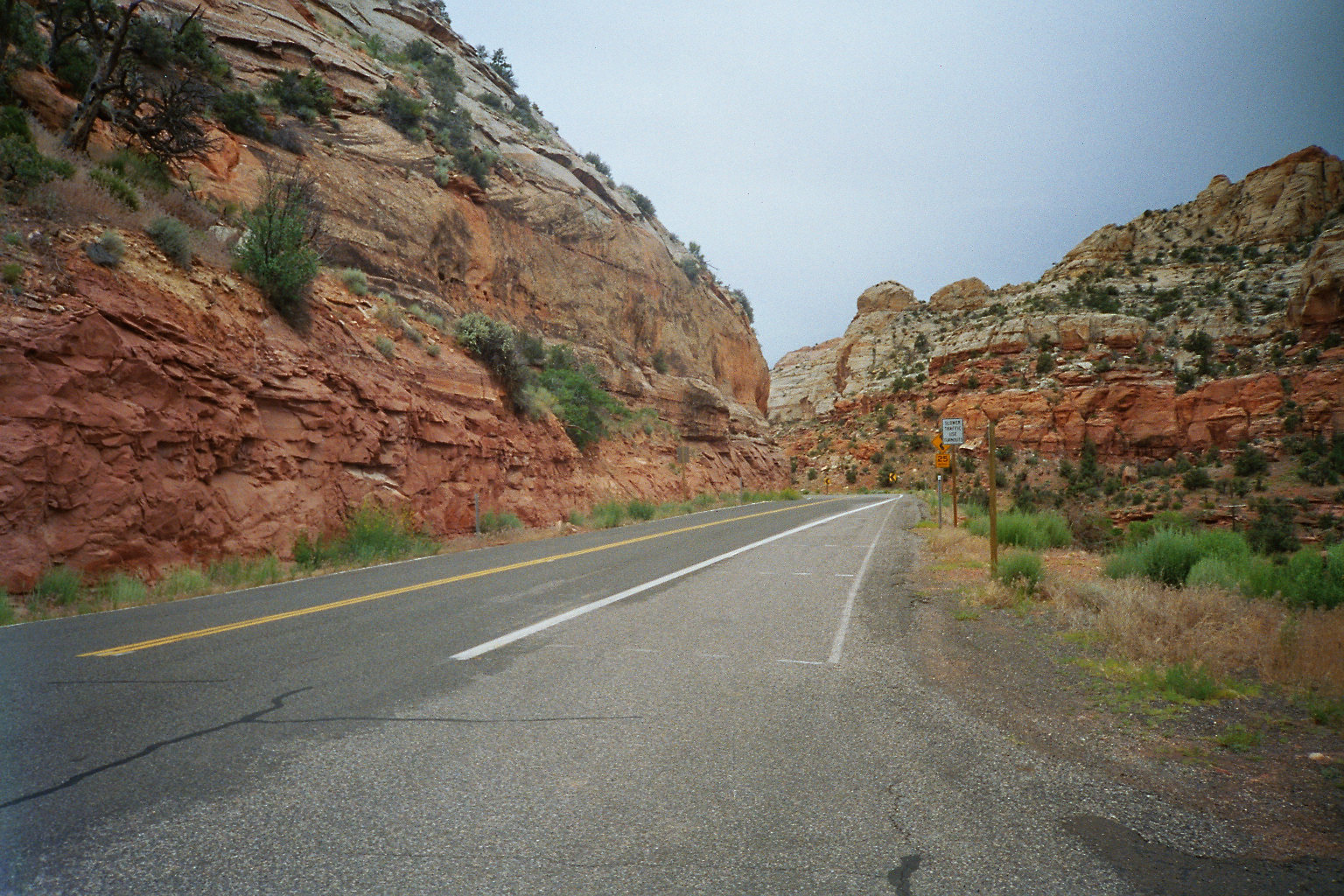
SR12S
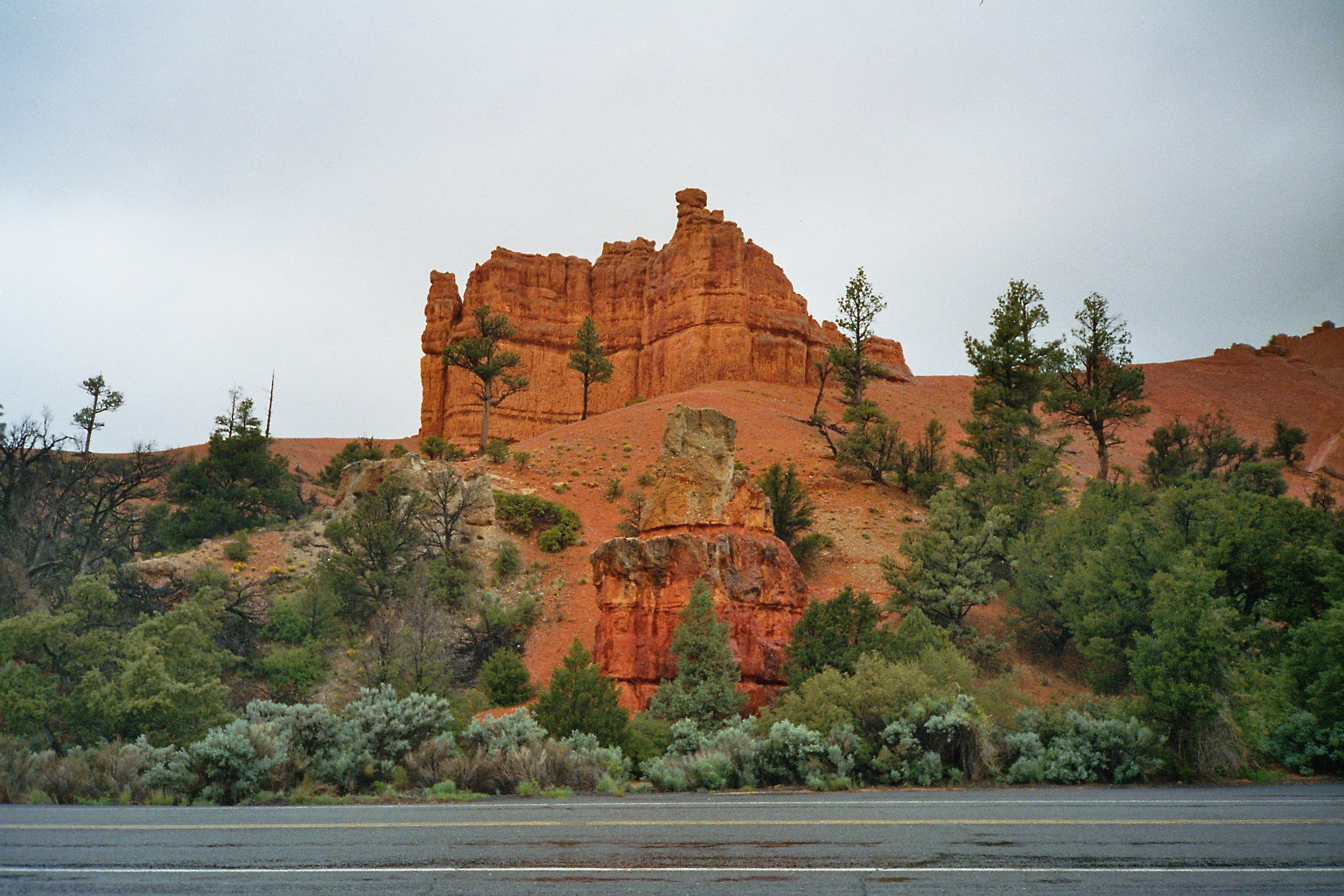
Red Canyon
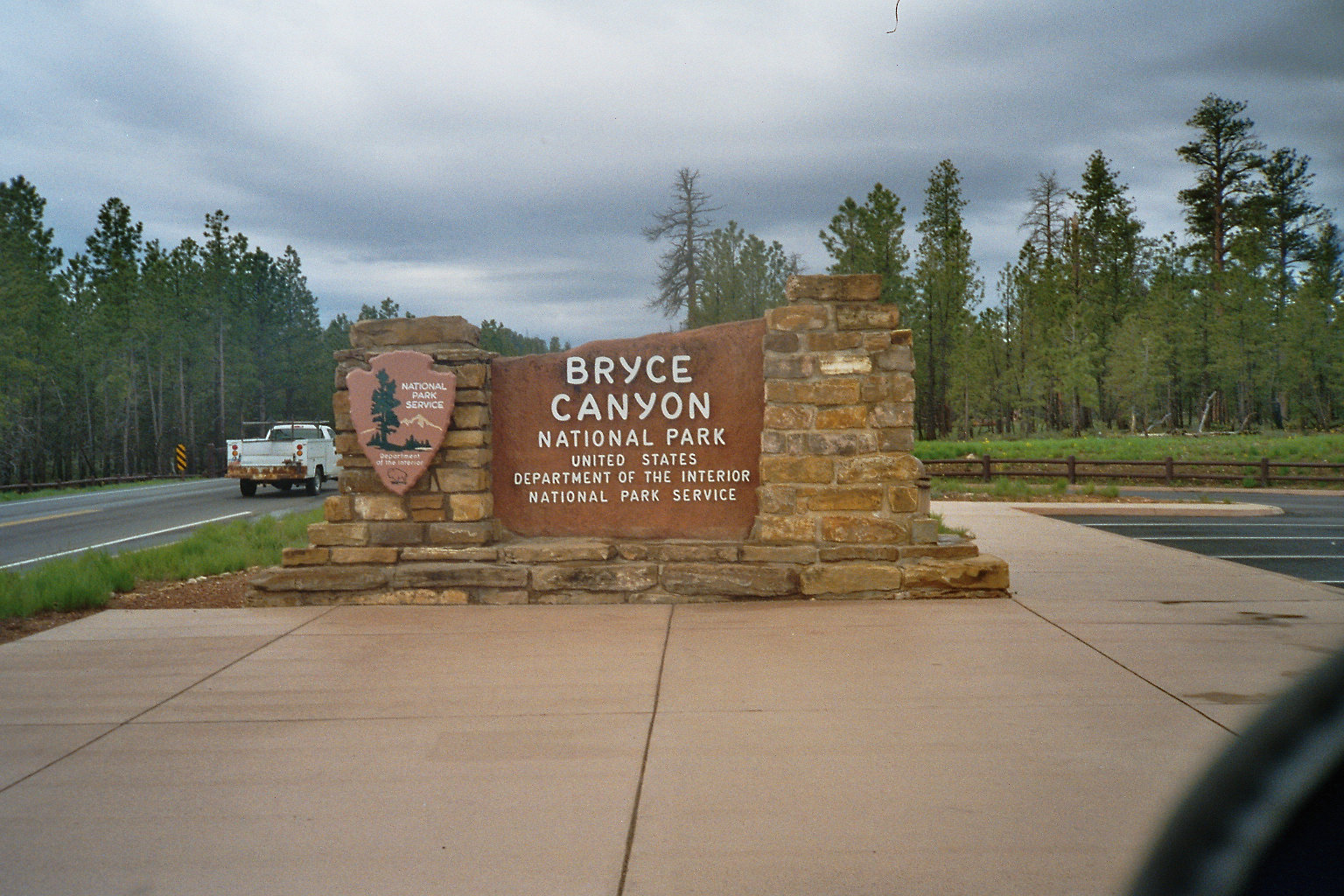
Bryce Canyon
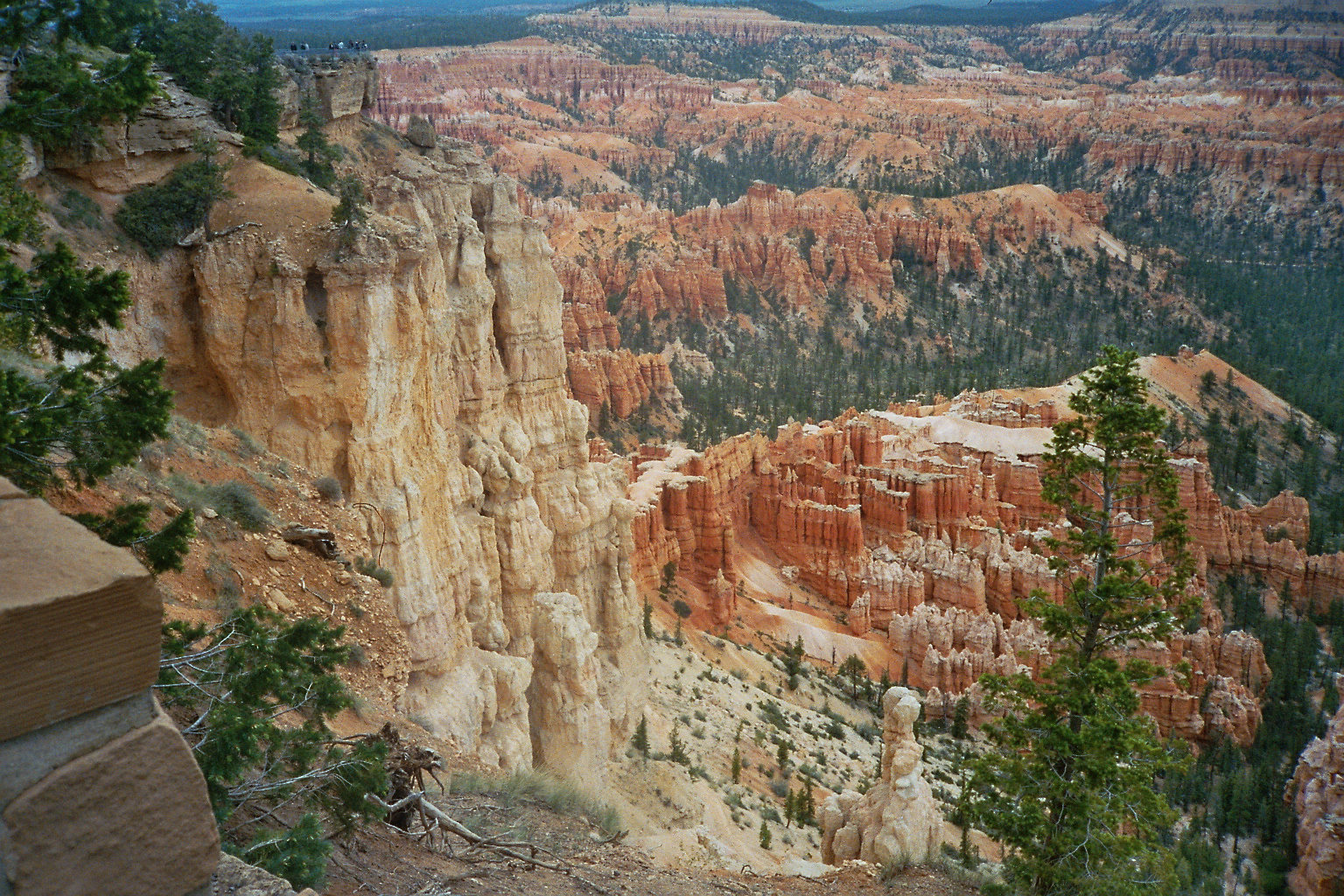
Bryce Canyon